# Чемпионат России по вольной борьбе 2005
Чемпионат России по вольной борьбе 2005 года проходил с 7 по 10 июля во Дворце спорта «Олимп» в Краснодаре. На чемпионат приехало больше 320 спортсменов и тренеров.

## Медалисты
| Категория | Золото                             | Серебро                                                        | Бронза                                                          |
| --------- | ---------------------------------- | -------------------------------------------------------------- | --------------------------------------------------------------- |
| До 50 кг  | Евгений Колбин ХМАО                | Семён Уксеков Новосибирск                                      | Мирза Новрузов Брянск Махмуд Магомедов Дагестан                 |
| До 55 кг  | Залимхан Куцаев Дагестан           | Насыр Абдуллаев Дагестан                                       | Джамал Отарсултанов Москва Лабазан Аскербиев Волгоград          |
| До 60 кг  | Алан Дудаев Северная Осетия        | Мавлет Батиров Дагестан                                        | Рамазан Саритов Красноярск Александр Контоев Якутия             |
| До 66 кг  | Махач Муртазалиев Дагестан         | Ирбек Фарниев Северная Осетия                                  | Заур Ботаев Красноярск Бердия Келехсаев Московская область      |
| До 74 кг  | Арсен Гитинов Санкт-Петербург      | Джамал Алиев Дагестан                                          | Чамсулвара Чамсулвараев Дагестан Артур Скодтаев Москва          |
| До 84 кг  | Ширвани Мурадов Дагестан           | Сажид Сажидов Дагестан                                         | Науруз Темрезов Карачаево-Черкесия Виталий Кудрявцев Красноярск |
| До 96 кг  | Хаджимурат Гацалов Северная Осетия | Шамиль Гитинов Москва                                          | Максим Арзамасцев Кемерово Таймураз Кочиев Северная Осетия      |
| До 120 кг | Курамагомед Курамагомедов Дагестан | Александр Ковалевский Ханты-Мансийский автономный округ — Югра | Руслан Басиев Северная Осетия Али Исаев Дагестан                |